# Zavrh pri Borovnici
Zavrh pri Borovnici este o localitate din comuna Vrhnika, Slovenia, cu o populație de 36 de locuitori.